# Octavio Rodríguez Araujo

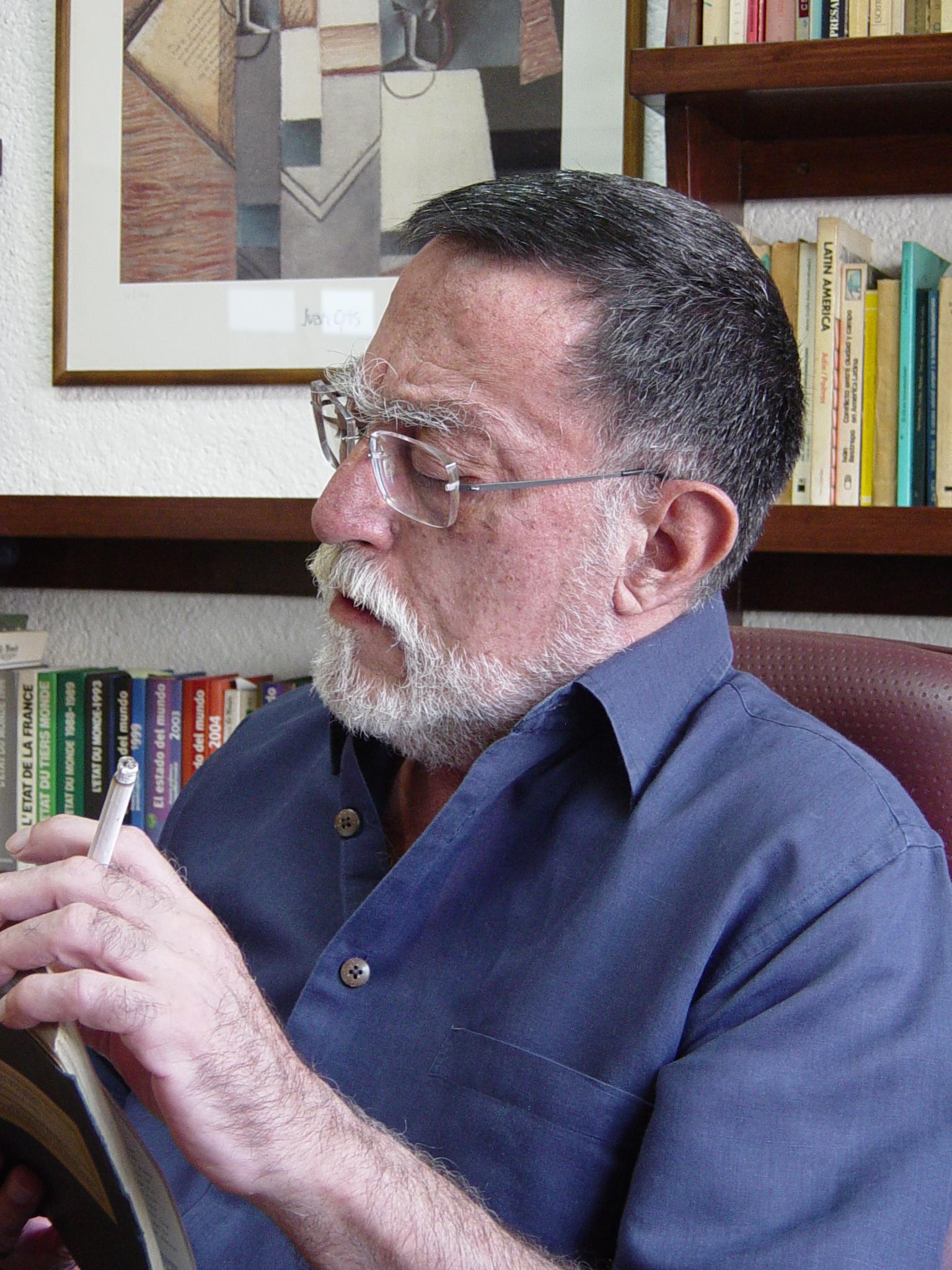
Octavio Rodríguez Araujo 2013

Octavio Rodríguez Araujo (17 de marzo de 1941, Puebla, México) es doctor en ciencia política, profesor emérito de la Facultad de Ciencias Políticas y Sociales de la UNAM e investigador emérito del Sistema Nacional de Investigadores.

## Biografía
Aunque nació en la ciudad de Puebla, Octavio Rodríguez Araujo vivió su niñez en el norte del país. Estudió la secundaria en el Colegio Franco Mexicano de Monterrey, hoy Centro Universitario Franco Mexicano de Monterrey, y en la Escuela Secundaria n.º 3 de la Ciudad de México. El bachillerato lo inició en la Escuela Nacional Preparatoria 5 y lo terminó en el Instituto Tecnológico y de Estudios Superiores de Monterrey (ITESM), donde comenzó la carrera de ingeniería mecánica. De 1961 a 1965 estudió la licenciatura en ciencia política y administración pública en la Facultad de Ciencias Políticas y Sociales de la Universidad Nacional Autónoma de México (UNAM). Se tituló en 1968, unos días antes de que iniciara el movimiento estudiantil-popular de ese año.  Su tesis, elaborada con Manuel Márquez Fuentes, fue sobre el Partido Comunista Mexicano, y se publicó como libro en 1973, editado por El Caballito. 
En 1967 inició una maestría en investigación de operaciones en la Facultad de Ingeniería de la UNAM. Al mismo tiempo estudió su doctorado, primero en administración pública y luego en ciencia política. Escogió doctorarse en esta última especialidad. Realizó también estudios de especialidad en la Universidad de Mánchester (GB), en 1969-1970. En la Facultad de Ciencias Políticas fue coordinador del Centro de Investigaciones en Administración Pública y jefe de la División de Estudios de Postgrado (1979-1984), donde creó el Centro de Educación Continua. En 1992 la UNAM le otorgó el Premio Universidad Nacional en Docencia en Ciencias Sociales y en 2004 fue distinguido como Profesor Emérito. Desde 1984 hasta la fecha es miembro del Sistema Nacional de Investigadores (a partir de 2021 como Investigador Emérito), y en 2002 ingresó como miembro regular a la Academia Mexicana de Ciencias. En la huelga de la UNAM en 1999-2000 fue Consejero Universitario (profesor) entre 1998 y 2002, y formó parte de un grupo de profesores y estudiantes que los medios llamaron "consejeros independientes".
Ha impartido más de 140 cursos y seminarios en su facultad, además de otros en varias universidades de México, Estados Unidos, España, Nicaragua, Francia y Argentina. En 1978 fue investigador visitante del Centro de Investigación y Docencia Económicas (CIDE), México y, diez años después, en el Centre de Recherche sur L'Amerique Latine, Université de Paris VIII (Centro de Investigaciones sobre América Latina, Universidad de París VIII) y en el Centrum voor Politicologie de la Fakulteit Ekonomische, Sociale en Politieke Wetenschappen de la Vrije Universiteit Brussel (Centro de Ciencias Políticas de la Facultad de Economía y Ciencias Políticas y Sociales de la Universidad Libre de Bruselas).
Aparte de sus cursos, ha sido invitado a dictar conferencias en diversas instituciones nacionales y extranjeras. Entre las nacionales, prácticamente en todas las universidades públicas del país; y en el extranjero, en Bogotá (Colombia), Caracas (Venezuela), La Habana (Cuba), Managua (Nicaragua), Río de Janeiro (Brasil), Londres y Edimburgo (Gran Bretaña), Milán (Italia), Szeged (Hungría), San Diego, El Paso, San Antonio y Nueva York (Estados Unidos), Rosario y Buenos Aires (Argentina), Santiago (Chile), Madrid, Coruña y Santiago de Compostela (España), Berlín (Alemania), Serpa (Portugal). Ya no viaja en la actualidad.
Fue también miembro fundador del Colegio Nacional de Ciencia Política y Administración Pública, en donde fue nombrado miembro de número (1989) y presidente nacional (por elección) de 1992 a 1994. Es, asimismo, miembro honorario de la Sociedad Mexicana de Estudios Electorales (SOMEE). Participó en la fundación del Consejo Mexicano de Investigación en Ciencia Política (COMICIP) y forma parte de su Consejo Consultivo. Al margen de su vida académica, desde 1967 ha sido articulista de periódicos mexicanos: Excélsior, El Día, Ovaciones, Uno más Uno y desde 1984 hasta noviembre de 2018 en La Jornada. Posterior al alzamiento armado zapatista en Chiapas y sin haber tenido nada que ver en hechos de armas, fue también asesor del Ejército Zapatista de Liberación Nacional (EZLN) entre 1994 y 1997,  y miembro del Consejo Consultivo de Andrés Manuel López Obrador en 2006 y del Consejo Consultivo de la todavía asociación civil denominada Movimiento Regeneración Nacional en 2012 (antes de que fuera partido político).

## Obra

### Libros académicos
De su autoría o en colaboración:
- El Partido Comunista Mexicano (en el periodo de la Internacional Comunista), México, El Caballito, coautoría con Manuel Márquez Fuentes, 1973 (2a. edición, 1981).
- Estudio de los partidos minoritarios no registrados (PCM, PDM, PMT, PST), 2 tomos. Investigación solicitada para el presidente electo José López Portillo como parte del proceso de la reforma política de 1977, 15 de noviembre de 1976, para uso exclusivo del gobierno de la República.
- La reforma política y los partidos en México, México, Siglo XXI Editores, 1979. 12 ediciones. ISBN 968-23-1567-0
- En el sexenio de Tlatelolco, 1964-1970, (Acumulación de capital, Estado y clase obrera), México, Siglo XXI Editores (tomo XIII de la colección "La clase obrera en la historia de México", coordinada por Pablo González Casanova), coautoría con Paulina Fernández Christlieb, 1984. ISBN 968-23-1298-1
- Los partidos políticos, México, UNAM, 1986.
- Elecciones y partidos en México, México, El Caballito, coautoría con Paulina Fernández Christlieb, 1986. ISBN 968-6125-08-4. Segunda edición en 2007, ISBN 968-6125-08-6
- México: Estabilidad y luchas por la democracia, 1900-1982, México, CIDE/El Caballito. Varios autores. 1989. (Coordinación e introducción). ISBN 968-6125-36-1
- Investigación social en computadora, México, Editorial Limusa, 1992, ISBN 968-18-4131-X
- Reflexiones al futuro, México, editado por el Colegio Nacional de Ciencias Políticas y Administración Pública. Varios autores. 1994. (Coordinación y presentación).
- Transición a la democracia: Diferentes perspectivas, México, La Jornada/Centro de Investigaciones Interdisciplinarias en Ciencias y Humanidades-UNAM, Varios autores. 1996. (Coordinación e introducción). ISBN 968-36-4942-4
- El conflicto en la UNAM: 1999-2000, México, El Caballito, varios autores, 2000. (Coordinación, introducción y capítulo I). ISBN 968-6125-93-0
- Los partidos políticos en México: Origen y desarrollo. México. Centro de Investigación y Docencia en Humanidades del Estado de Morelos (CIDHEM)/Universidad Autónoma del Estado de Morelos, 2001. ISBN 968-878-120-1
- Régimen político y partidos en México (ensayos), México, Instituto Electoral del Estado de México, 2002. ISBN 968-5302-41-3
- Izquierdas e Izquierdismo: De la Primera Internacional a Porto Alegre, México, Siglo XXI Editores, 2002. ISBN 968-23-2377-0
- Gauches et gauchisme. De la Première internationale à Porto Alegre, Nantes, L’Atalante, 2004 (con un epílogo de actualización a 2004 y un prefacio de Michael Löwy). ISBN 2-84172-280-5
- Derechas y ultraderechas en el mundo, México, Siglo XXI Editores, 2004. ISBN 968-23-2519-6
- Mi paso por el zapatismo (Un testimonio personal), México, Océano, 2005. ISBN 970-651-983-1
- Droites et extrêmes droites dans le monde, Nantes, L’Atalante, 2005. (Versión corregida y ampliada). ISBN 2-84172-309-7
- Instituciones electorales y partidos políticos en México, México, Jorale Editores, 2005, en coautoría con Carlos Sirvent. ISBN 968-5863-10-5
- México en vilo, México, Jorale/Orfila, 2006 (dos impresiones). ISBN 968-9087-03-7
- Esquerdas e Esquerdismo-Da Primeira Internacional a Porto Alegre, Portugal, Campo das Letras, 2007. (Prefacio de Miguel Urbano Rodrigues). ISBN 989-625-039-1
- México en vilo, México, Jorale/Orfila, 2008, 2a. edición ampliada. ISBN 978-607-7521-01-3
- México, ¿un nuevo régimen político?, México, Siglo XXI Editores, 2009. (Coordinador de la obra y autor de un capítulo). ISBN 978-607-03-0063-9
- Tabaco: Mentiras y exageraciones, México, Orfila, 2009. ISBN 978-607-7521-03-7
- La Iglesia contra México, México, Orfila, 2010. (Coordinador de la obra y autor de un capítulo). ISBN 978-6077-52-1075
- Poder y elecciones en México, Orfila, 2012. ISBN 978-607-7521-17-4
- Derechas y ultraderechas en México, Orfila, 2013, ISBN 978-607-7521-21-1
- Las izquierdas en México, Orfila, 2015, ISBN 978-607-7521-29-7
- Democracia, participación y partidos, Orfila, 2016, ISBN 978-607-7521-37-2.
- ¿Qué dejó el gobierno de López Obrador?, Orfila, 2024. (coordinador de la obra y autor de un capítulo). ISBN 978-607-8879-18-2

Ha publicado también más de 30 capítulos en libros colectivos y más de 120 artículos de investigación. Los más recientes: 
- "México, proceso y afianzamiento de un nuevo régimen político", Andamios. Revista de investigación social, México, vol. 6, núm. 11, agosto de 2009. ISSN 1870-0063
- "The Emergence and Entrenchment of a New Political Regime in Mexico", Latin American Perspectives, United States of America, Issue 170, Vol. 37 n.º 1, January 2010. DOI 10.1177/0094582X09355428
- "Cumplimiento y vigencia de algunos planes revolucionarios. Un siglo después", Estudios Políticos, México, vol. 9, núm. 27, septiembre-diciembre de 2012. ISSN 0185-1616
- "Un debate sobre el concepto 'intelectual' en Francia y México", Estudios Políticos, México, Vol. 9, núm. 32, mayo-agosto de 2014. ISSN 0185-1616
- "100 años de Revueltas, José", Estudios Políticos, México, Novena época, núm. 33, septiembre-diciembre 2014, ISSN 0185-1616.

### Novelas
- La organización (thriller político), México, Jorale/Orfila, 2006. ISBN 968-9087-01-0
- El asesino es el mayordomo (thriller político), México, Jorale/Orfila, 2008. ISBN 978-968-9087-10-6
- Entre pasiones y extravíos (novela), México, Orfila, 2012. ISBN 978-607-7521-12-9